# Chrysococcyx lucidus
Chrysococcyx lucidus е вид птица от семейство Cuculidae.

## Разпространение
Видът е разпространен в Австралия, Вануату, Индонезия, Нова Каледония, Нова Зеландия, Папуа Нова Гвинея и Соломоновите острови.